# Кубок світу з біатлону 2019—2020 — етап 8
Восьмий етап Кубка світу з біатлону 2019—20 відбувався в Контіолагті, Фінляндія, з 12 по 14 березня 2020 року. До програми етапу було включено 6 гонок: спринтерські гонки, гонки прпслідування серед чоловіків і жінок та дві змішані естафети. Однак, естафети було скасовано через загрозу поширення коронавіруса.

## Переможці та призери

### Чоловіки
| Гонка:                 | Золото:                      | Час               | Срібло:                   | Час               | Бронза:                | Час               |
| Спринт 10 км           | Йоганнес Тінгнес Бо Норвегія | 22:27,8 (0+0)     | Мартен Фуркад Франція     | 22:48,9 (0+0)     | Емільєн Жаклен Франція | 22:50,1 (0+0)     |
| Переслідування 12,5 км | Мартен Фуркад Франція        | 31:25,4 (0+0+1+2) | Кантен Фійон Майє Франція | 31:28,3 (1+0+0+1) | Емільєн Жаклен Франція | 31:29,9 (0+0+1+3) |

### Жінки
| Гонка:               | Золото:                  | Час               | Срібло:                   | Час               | Бронза:                | Час               |
| Спринт 7,5 км        | Деніз Геррманн Німеччина | 20:00.5 (0+1)     | Франциска Пройс Німеччина | 20:20,6 (1+0)     | Тіріль Екгофф Норвегія | 20:32,8 (1+1)     |
| Переслідування 10 км | Жулья Сімон Франція      | 30:43,5 (0+1+1+0) | Селіна Гаспарен Швейцарія | 31:00,8 (1+2+1+0) | Ліза Вітоцці Італія    | 31:04,4 (1+1+1+1) |